# Hanover (Wisconsin)
Hanover – jednostka osadnicza w Stanach Zjednoczonych, w stanie Wisconsin, w hrabstwie Rock.